# AZS Politechnika Poznańska
Klub Uczelniany Akademickiego Związku Sportowego Politechniki Poznańskiej – wielosekcyjny uczelniany klub sportowy działający przy Politechnice Poznańskiej.

## Historia
Obecnie w klubie działa 36 sekcji sportowych w których regularnie ćwiczy niemal 1500 osób związanych z poznańską uczelnią. Pod względem liczebności jest drugim klubem uczelnianym w Polsce. Zawodnicy sekcji sportowych z dużym powodzeniem startują w Akademickich Mistrzostwach Polski, Mistrzostwach Polski Politechnik oraz Akademickich Mistrzostwach Wielkopolski.

## Zespoły ligowe
AZS Politechnika Poznańska Pocztowiec – męska drużyna hokejowa uczestnicząca w rozgrywkach I ligi.
AZS Politechnika Poznańska – kobieca drużyna koszykarska uczestnicząca w rozgrywkach niższych lig.